# Kuliki (rejon prużański)
Kuliki (biał. Кулікі; ros. Кулики) – wieś na Białorusi, w obwodzie brzeskim, w rejonie prużańskim, w sielsowiecie Linowo.
W dwudziestoleciu międzywojennym leżały w Polsce, w województwie poleskim, w powiecie prużańskim. Przed II wojną światową był to folwark.